# Ptilodexia rubriventris
Ptilodexia rubriventris är en tvåvingeart som först beskrevs av Macquart 1846.  Ptilodexia rubriventris ingår i släktet Ptilodexia och familjen parasitflugor. Inga underarter finns listade i Catalogue of Life.